# 烏爾瓦什拉胡山
9°34′46″S 77°18′30″W / 9.57944°S 77.30833°W
烏爾瓦什拉胡山（Uruashraju），是秘魯的山峰，位於安卡什大區，處於萬特桑山以南、卡尚山和沙克沙山以東，屬於布蘭卡山脈的一部分，海拔高度5,722米。